# Morangos com Açúcar (2.º arco)
O segundo arco de Morangos com Açúcar, correspondente às temporadas 4, 5 e 6 foi lançada simultaneamente na TVI e na Prime Video, que funciona como uma sequela da novela Morangos com Açúcar (2003-12). A quarta e quinta temporadas são focadas no período escolar e a sexta é focada nas férias escolares. A quarta temporada foi lançada a 28 de outubro de 2024. A quinta temporada foi lançada a 27 de janeiro de 2025. A 30 de janeiro de 2025, foi revelado que a série seria cancelada devido ao seu fracasso audiométrico, sendo a sexta temporada a sua última temporada. A sexta temporada foi lançada a 30 de junho de 2025. A série terá o seu último episódio emitido na TVI a 1 de setembro de 2025.
Conta com Beatriz Frazão, Bernardo Cascais, Cecília Borges e Sebastião Varaine no elenco principal.

## Sinopse

### Temporadas 4 e 5 (2024-2025)

Cartaz da 'temporada 4' da série.

Cartaz da 'temporada 5' da série.

Na sequência dos acontecimentos do ano anterior, Crómio foi destituído na direcção do colégio por Madalena Soares, uma antiga professora, contratada para trazer uma nova dinâmica ao colégio. Uma das novidades trazidas pela nova Diretora, em conjunto com o professor Zé Milho, é o CARPE – um curso extracurricular de artes performativas com aulas de canto, dança e dramaturgia.
O curso tem a oposição feroz de Jorge Tadeu, o Diretor Administrativo e Financeiro cuja função auto atribuída é pôr ordem na casa. Tadeu tem um poder desproporcionado e faz questão de o exercer, entrando em guerra com Madalena para fazer valer os seus pontos de vista. A diretora da escola tem um prazo para provar que o seu projecto é viável, mas um escândalo de abuso sexual que estala no colégio porá em perigo os seus objectivos. 
Há também novos alunos. Ricardo, talentoso e privilegiado, e o seu principal rival, Leo. Este vem do interior e estuda no Colégio da Barra com uma bolsa. Ambos querem frequentar o curso, para facilitar o acesso ao Conservatório. No meio dos dois está Ema.
O segundo arco focar-se-á nas relações interpessoais e amorosas dos jovens e de temas como a sexualidade, a saúde mental, a diversidade, a competitividade e a superação dos desafios.

### Temporada 6 (2025)

Cartaz da 'temporada 6' da série.

Os alunos do Colégio da Barra viajam até Albufeira, aproveitando a ocasião de um espetáculo da colega e amiga Mariana, e ficam alojados num turismo rural na região.  
Os jovens estão entusiasmados com o que encontram. Um local deslumbrante perto do mar, que oferece desporto e aventura e não reparam em detalhes, que noutra ocasião os deixaria alerta - os donos do alojamento são aparentemente pessoas calorosas, mas usam a quinta para cultivo ilegal de canábis, devendo uma quantia elevada a pessoas perigosas que levam o dinheiro muito a sério.
Involuntariamente, os jovens veem-se envolvidos numa teia de onde não conseguem sair. Qual será o desfecho destas férias de verão?

## Elenco
| Ator/Atriz           | Personagem                    | Temporada       | Temporada       | Temporada |
| Ator/Atriz           | Personagem                    | 4               | 5               | 6         |
| -------------------- | ----------------------------- | --------------- | --------------- | --------- |
| Beatriz Frazão       | Frederica «Kika» Amorim       | Principal       | Principal       | Principal |
| Bernardo Cascais     | Leonardo «Leo» Simões         | Principal       | Principal       | Principal |
| Cecília Borges       | Ema Pinto                     | Principal       | Principal       | Principal |
| Sebastião Varaine    | Ricardo Soeiro                | Principal       | Principal       | Principal |
| Tomás Taborda        | Pedro «Harry» França          | Principal       | Principal       | Principal |
| António Van Zeller   | José «Zé» Maria Teles da Gama | Principal       | Principal       | Principal |
| Oskar de la Fuente   | Sancho Moreno                 | Principal       | Principal       | Principal |
| Susana Luz           | Mónica Estevão                | Principal       | Principal       | Principal |
| Kim Ostrwoskij       | Daniela Rizotti               | Principal       | Principal       | Principal |
| Diogo Nobre          | Nicolau «Nico» Gomes          | Principal       | Principal       | Principal |
| Mariana Venâncio     | Mariana Bacelar               | Principal       | Principal       | Principal |
| Afonso Laginha       | Diogo Varela                  | Principal       | Principal       | Principal |
| Maria Arrais         | Luciana «Lucy» Felizardo      | Principal       | Principal       | Principal |
| Ricardo Reis         | Alexandre «Alex» Carrelo      | Principal       | Principal       | Principal |
| Francisca Frazão     | Maria Inês Tavares            | Principal       | Principal       | Principal |
| Alberto Batista      | Gustavo «Guga» Castro         | Principal       | Principal       | Principal |
| Inês Nabais          | Vitória «Vicky» Nunes         | Does not appear | Does not appear | Principal |
| Filipa Lopes Correia | Beatriz «Bé» Sampaio          | Does not appear | Does not appear | Principal |
| Marta Lopes Correia  | Bárbara «Bá» Sampaio          | Does not appear | Does not appear | Principal |

### Elenco recorrente
| Ator/Atriz       | Personagem                 | Temporada  | Temporada  | Temporada       |
| Ator/Atriz       | Personagem                 | 4          | 5          | 6               |
| ---------------- | -------------------------- | ---------- | ---------- | --------------- |
| Vitor D'Andrade  | Jorge Tadeu                | Recorrente | Recorrente | Does not appear |
| Frederico Barata | António José «Tozé» Simões | Recorrente | Recorrente | Recorrente      |
| Maya Booth       | Vanessa                    | Recorrente | Recorrente | Does not appear |

### Participações especiais
| Ator/Atriz    | Personagem             | Temporada  | Temporada  | Temporada       |
| Ator/Atriz    | Personagem             | 4          | 5          | 6               |
| ------------- | ---------------------- | ---------- | ---------- | --------------- |
| Tiago Castro  | Valter «Crómio» Matoso | Recorrente | Recorrente | Does not appear |
| Vítor Fonseca | José «Zé» Milho        | Recorrente | Recorrente | Does not appear |
| Dalila Carmo  | Madalena Soares        | Recorrente | Recorrente | Does not appear |

### Elenco adicional
| Ator/Atriz       | Personagem  |
| ---------------- | ----------- |
| Miriam Freeland  | —           |
| Carla Chambel    | Marlene     |
| Cláudio da Silva | Amílcar     |
| Tiago Fernandes  | Pai da Kika |
| Erica Rodrigues  | Mãe da Kika |

## Episódios

### 4.ª temporada (2024)
| N.º na série | N.º na temp. | Título                 | Dirigido por      | Escrito por                                  | Exibição na TVI        | Exibição na Prime Video | Audiências na TVI (milhões) |
| --- | ------------ | ---------------------- | ----------------- | -------------------------------------------- | ---------------------- | ----------------------- | --------------------------- |
| 31 | 1            | "As Audições"          | Francisco Antunez | Maria João Mira, André Ramalho e Juan Barros | 28 de outubro de 2024  | 28 de outubro de 2024   | 0.40                        |
| O novo departamento de artes performativas do Colégio (CARPE) abre as portas de uma carreira artística. Mas para Leo, Ricardo e Ema, as oportunidades não são iguais. |              |                        |                   |                                              |                        |                         |                             |
| 32 | 2            | "A Acusação"           | Francisco Antunez | Maria João Mira, André Ramalho e Juan Barros | 4 de novembro de 2024  | 28 de outubro de 2024   | ASD                         |
| Durante uma festa com alunos do colégio, Ema é alvo de assédio, mas recusa-se a identificar o colega. Ricardo sofre um acidente.                                      |              |                        |                   |                                              |                        |                         |                             |
| 33 | 3            | "Greve de Sexo"        | Francisco Antunez | Maria João Mira, André Ramalho e Juan Barros | 11 de novembro de 2024 | 28 de outubro de 2024   | ASD                         |
| Como forma de protesto contra o assédio, as alunas fazem greve de sexo. Leo não se lembra da noite do acidente de Ricardo.                                            |              |                        |                   |                                              |                        |                         |                             |
| 34 | 4            | "Black Out"            | Francisco Antunez | Maria João Mira, André Ramalho e Juan Barros | 18 de novembro de 2024 | 28 de outubro de 2024   | 0.29                        |
| Ricardo, em coma, é denunciado por um justiceiro anónimo. Uma ladra no colégio é apanhada.                                                                            |              |                        |                   |                                              |                        |                         |                             |
| 35 | 5            | "O Cerco"              | Francisco Antunez | Maria João Mira, André Ramalho e Juan Barros | 25 de novembro de 2024 | 28 de outubro de 2024   | 0.22                        |
| Um aluno alérgico a literatura inscreve-se no clube de leitura do Colégio “O Booktok da Barra”. Leo ultrapassa o blackout e lembra-se do acidente de Ricardo.         |              |                        |                   |                                              |                        |                         |                             |
| 36 | 6            | "A Reunião"            | Francisco Antunez | Maria João Mira, André Ramalho e Juan Barros | 2 de dezembro de 2024  | 28 de outubro de 2024   | 0.27                        |
| Antigos e novos alunos reúnem-se no aniversário do Fred. Surgem evidências de que Ricardo assediou a Ema na festa.                                                    |              |                        |                   |                                              |                        |                         |                             |
| 37 | 7            | "Vale Tudo"            | Francisco Antunez | Maria João Mira, André Ramalho e Juan Barros | 9 de dezembro de 2024  | 28 de outubro de 2024   | 0.27                        |
| Um aluno vê exposto o seu segredo mais bem guardado: Ele é virgem. Leo agride um colega misógino e é suspenso do colégio.                                             |              |                        |                   |                                              |                        |                         |                             |
| 38 | 8            | "O Bingo da Confiança" | Francisco Antunez | Maria João Mira, André Ramalho e Juan Barros | 16 de dezembro de 2024 | 28 de outubro de 2024   | 0.25                        |
| Um aluno compõe uma música romântica dedicada à directora do colégio, que vai parar ao e-mail errado. Ricardo recupera do coma e é interrogado pela Polícia.          |              |                        |                   |                                              |                        |                         |                             |
| 39 | 9            | "A Revelação"          | Francisco Antunez | Maria João Mira, André Ramalho e Juan Barros | 23 de dezembro de 2024 | 28 de outubro de 2024   | 0.23                        |
| Um aluno do colégio é alvo de uma burla online. Ricardo revela que foi um colega quem o atropelou.                                                                    |              |                        |                   |                                              |                        |                         |                             |
| 40 | 10           | "Origâmi"              | Francisco Antunez | Maria João Mira, André Ramalho e Juan Barros | 30 de dezembro de 2024 | 28 de outubro de 2024   | ASD                         |
| O culpado pelo assédio, qua também atropelou Ricardo, é castigado. Porém, uma pessoa sabe que as coisas não aconteceram bem assim.                                    |              |                        |                   |                                              |                        |                         |                             |

### 5.ª temporada (2025)
| N.º na série | N.º na temp. | Título                  | Dirigido por      | Escrito por                                  | Exibição na TVI         | Exibição na Prime Video | Audiências na TVI (milhões) |
| --- | ------------ | ----------------------- | ----------------- | -------------------------------------------- | ----------------------- | ----------------------- | --------------------------- |
| 41 | 1            | "Vida Normal"           | Francisco Antunez | Maria João Mira, André Ramalho e Juan Barros | 27 de janeiro de 2025   | 27 de janeiro de 2025   | 0.18                        |
| Ema recebe alta do Hospital e tem uma surpresa chocante. Ricardo volta à escola, mas não consegue lidar com as limitações físicas. Afastada pelos colegas, Mónica aceita a solidariedade inocente de Tadeu. Alex, que finalmente conseguiu andar com Inês, têm um encontro indesejado. Sancho descobriu um empolgante romance online. |              |                         |                   |                                              |                         |                         |                             |
| 42 | 2            | "A Guerra dos Podcasts" | Francisco Antunez | Maria João Mira, André Ramalho e Juan Barros | 3 de fevereiro de 2025  | 27 de janeiro de 2025   | ASD                         |
| Um podcast anónimo no Colégio expõe segredos de Kika que cai em desgraça. Alex aparece espancado mas não denuncia o agressor. Zé Milho anuncia um espectáculo de final de curso onde só entrarão os melhores.. Um boato sobre Guga deixa-o numa posição embaraçosa. Um novo romance surge no colégio.                                 |              |                         |                   |                                              |                         |                         |                             |
| 43 | 3            | "O Acidente"            | Francisco Antunez | Maria João Mira, André Ramalho e Juan Barros | 10 de fevereiro de 2025 | 27 de janeiro de 2025   | ASD                         |
| Kika investiga o autor do poscast anónimo. Guga contraataca e Daniela cai em desgraça. Madalena resiste à atracção que sente por um aluno e pensa em abandonar o colégio. Tadeu descobre o segredo de Madalena e revela-o a Crómio. Leo tenta salvar Tozé de um sarilho em que este se meteu, mas tudo corre mal.                     |              |                         |                   |                                              |                         |                         |                             |
| 44 | 4            | "A Mensagem Anónima"    | Francisco Antunez | Maria João Mira, André Ramalho e Juan Barros | 17 de fevereiro de 2025 | 27 de janeiro de 2025   | 0.25                        |
| Ricardo livra Leo de um problema com a Polícia. Crómio exige a demissão de Madalena e Tadeu manobra para ser nomeado director do colégio. Sancho ajuda a sua nova amiga online, sem suspeitar da sua verdadeira identidade. Alex é assediado por uma nova aluna. Mariana tem dúvidas sobre os sentimentos de Harry.                   |              |                         |                   |                                              |                         |                         |                             |
| 45 | 5            | "Morangos Azedos"       | Francisco Antunez | Maria João Mira, André Ramalho e Juan Barros | 24 de fevereiro de 2025 | 27 de janeiro de 2025   | ASD                         |
| Madalena recebe uma mensagem anónima sobre o o agressor sexual no colégio. Mónica pede a ajuda de Tadeu para entrar no espectáculo de dança do CARPE. Tadeu acusa Ema de o ter denunciado. Sancho marca um encontro com a sua nova amiga online. Leo e Kika zangam-se. Harry cai numa armadilha.                                      |              |                         |                   |                                              |                         |                         |                             |
| 46 | 6            | "A Usurpadora"          | Francisco Antunez | Maria João Mira, André Ramalho e Juan Barros | 3 de março de 2025      | 27 de janeiro de 2025   | ASD                         |
| Ema e a sua mãe tentam descartar um problema. Madalena investiga o possível agressor do colégio. Tadeu não aparece no colégio. Mónica é cancelada e contraataca. Harry esconde uma tatuagem embaraçosa. Sancho descobre que foi burlado por Lucy. Alex é acusado de objectificação das mulheres.                                      |              |                         |                   |                                              |                         |                         |                             |
| 47 | 7            | "Psycho Tadeu"          | Francisco Antunez | Maria João Mira, André Ramalho e Juan Barros | 10 de março de 2025     | 27 de janeiro de 2025   | ASD                         |
| O autor do podcast anónimo é desmascarado. Madalena suspeita de que Ema mentiu sobre o agressor. Tadeu reaparece no colégio com uma acusação inesperada. Lucy cai na sua própria armadilha. Kika apoia Ricardo na sua recuperação. Daniela tenta declarar-se a Guga.                                                                  |              |                         |                   |                                              |                         |                         |                             |
| 48 | 8            | "O Fim do Carpe"        | Francisco Antunez | Maria João Mira, André Ramalho e Juan Barros | 17 de março de 2025     | 27 de janeiro de 2025   | 0.19                        |
| Madalena, envolvida num escândalo, deixa o colégio. Ostracizada, Mónica procura o apoio de Tadeu. Harry promove a carreira de Mariana. Ricardo isola-se dos colegas e rejeita o seu apoio. Leo descobre que o irmão se envolveu mais uma vez em actividades ilegais. Tadeu vai acabar com o CARPE.                                    |              |                         |                   |                                              |                         |                         |                             |
| 49 | 9            | "A Armadilha"           | Francisco Antunez | Maria João Mira, André Ramalho e Juan Barros | 24 de março de 2025     | 27 de janeiro de 2025   | ASD                         |
| Ema impede uma nova agressão a uma aluna e quer denunciar Tadeu. Madalena e Crómio investigam Tadeu. Lucy é desmascarada. Kika incentiva Ricardo a participar no ultimo espectáculo do CARPE. Nico tem um plano para assumir a relação com Madalena.                                                                                  |              |                         |                   |                                              |                         |                         |                             |
| 50 | 10           | "O Vídeoclip"           | Francisco Antunez | Maria João Mira, André Ramalho e Juan Barros | 31 de março de 2025     | 27 de janeiro de 2025   | ASD                         |
| Kika e Ricardo lutam contra o tempo para salvarem Ema que caiu numa armadilha. Madalena assuma a relação com Nico mas sofre um acidente. O espectáculo final do CARPE reune todos os alunos e é um sucesso. |              |                         |                   |                                              |                         |                         |                             |

### 6.ª temporada (2025)
| N.º na série | N.º na temp. | Título                        | Dirigido por      | Escrito por                                  | Exibição na TVI       | Exibição na Prime Video | Audiências na TVI (milhões) |
| --- | ------------ | ----------------------------- | ----------------- | -------------------------------------------- | --------------------- | ----------------------- | --------------------------- |
| 51 | 1            | "Férias Alternativas"         | Francisco Antunez | Maria João Mira, André Ramalho e Juan Barros | 30 de junho de 2025   | 30 de junho de 2025     | 0.29                        |
| Leo, Kika, e os alunos do Colégio da Barra passam férias de Verão numa quinta em Albufeira, gerida por Apolo, um guru da vida alternativa. Na quinta, Leo tem alguns reencontros inesperados. |              |                               |                   |                                              |                       |                         |                             |
| 52 | 2            | "Reencontros Inesperados"     | Francisco Antunez | Maria João Mira, André Ramalho e Juan Barros | 7 de julho de 2025    | 30 de junho de 2025     | ASD                         |
| Ema tem uma ligação especial a Apolo, o dono da quinta. O reencontro de Leo e Ema não corre como seria de esperar. Os jovens suspeitam de actividades ilegais na quinta. Diogo aparece em Albufeira para agitar as águas e sofre um acidente de mergulho.                                                    |              |                               |                   |                                              |                       |                         |                             |
| 53 | 3            | "Um Acidente Suspeito"        | Francisco Antunez | Maria João Mira, André Ramalho e Juan Barros | 14 de julho de 2025   | 30 de junho de 2025     | ASD                         |
| Ricardo é acusado de ter provocado o acidente de Diogo. Alex ganha duas novas fãs e abraça o mundo das influencers digitais. Guga tem um plano para fazer ciúmes a Daniela. Mónica descobre novas inclinações sexuais. Leo investiga actividades suspeitas na quinta que envolvem Apolo e o seu irmão, Tozé. |              |                               |                   |                                              |                       |                         |                             |
| 54 | 4            | "A Surpresa Que Ninguém Quer" | Francisco Antunez | Maria João Mira, André Ramalho e Juan Barros | 21 de julho de 2025   | 30 de junho de 2025     | ASD                         |
| Ricardo, diminuído fisicamente, não assume uma relação com Kika e é vítima de bullying. Leo não resiste a reaproximar-se de Ema, quando recebe uma notícia demolidora. Apolo e Tozé caem nas mãos de uma organização criminosa a quem devem dinheiro.                                                        |              |                               |                   |                                              |                       |                         |                             |
| 55 | 5            | "O Elo Mais Fraco"            | Francisco Antunez | Maria João Mira, André Ramalho e Juan Barros | 28 de julho de 2025   | 30 de junho de 2025     | ASD                         |
| Ema decide esquecer Leo que continua a namorar com Vicky. Daniela e Mónica tentam impedir a noite romântica de Guga e de Lucy. Apolo abandona os amigos à sua sorte e desaparece de circulação. A organização criminosa sequestra Ricardo e usa-o como moeda de troca para pressionar Apolo.                 |              |                               |                   |                                              |                       |                         |                             |
| 56 | 6            | "A Fuga"                      | Francisco Antunez | Maria João Mira, André Ramalho e Juan Barros | 4 de agosto de 2025   | 30 de junho de 2025     | ASD                         |
| Os jovens colaboram com os raptores mas são traídos. Ema procura Apolo, convencida de que consegue trazê-lo de volta. Alex e Guga têm um plano para desmascarar os autores do bullying a Ricardo. |              |                               |                   |                                              |                       |                         |                             |
| 57 | 7            | "A Traição"                   | Francisco Antunez | Maria João Mira, André Ramalho e Juan Barros | 11 de agosto de 2025  | 30 de junho de 2025     | ASD                         |
| Leo apercebe-se de que foi enganado por Vicky. Diogo e Alex entram em conflito por causa de Inês. Diogo revela o seu lado mais negro e acaba por ser ostracizado. Apolo trai toda a gente. |              |                               |                   |                                              |                       |                         |                             |
| 58 | 8            | "Planos Radicais"             | Francisco Antunez | Maria João Mira, André Ramalho e Juan Barros | 18 de agosto de 2025  | 30 de junho de 2025     | ASD                         |
| Ema tenta convencer Apolo a colaborar, para salvarem Ricardo. Lucy tem um plano para afastar Daniela em definitivo. Alex tem um choque de realidade e resigna-se a ser só um sex god. |              |                               |                   |                                              |                       |                         |                             |
| 59 | 9            | "A Queda do Ídolo"            | Francisco Antunez | Maria João Mira, André Ramalho e Juan Barros | 25 de agosto de 2025  | 30 de junho de 2025     | ASD                         |
| Os jovens colaboram com a Polícia para salvarem Ricardo. Lucy é vítima de uma armadilha. Inês toma uma decisão difícil. Nico prepara uma surpresa a Mariana que é mal compreendida. |              |                               |                   |                                              |                       |                         |                             |
| 60 | 10           | "Decisões Difíceis"           | Francisco Antunez | Maria João Mira, André Ramalho e Juan Barros | 1 de setembro de 2025 | 30 de junho de 2025     | ASD                         |
| Ricardo e Kika têm uma decisão difícil para tomar. Alex recebe uma proposta irrecusável. Daniela decide ser Lucy por um dia, para conquistar Guga. Leo percebe por fim o que ligava Ema a Apolo. |              |                               |                   |                                              |                       |                         |                             |